# Abel Vicencio Tovar
Abel Carlos Vicencio Tovar (Ciudad de México, 4 de noviembre de 1925-ibid., 26 de noviembre de 1994) fue un político mexicano, miembro del Partido Acción Nacional (PAN). Fue una figura prominente de su partido, del que fue presidente nacional de 1978 a 1984, y en cuatro ocasiones ocupó el cargo de diputado federal.

## Biografía

### Familia y carrera profesional
Fue hijo de Gustavo A. Vicencio, quien fue presidente de la Suprema Corte de Justicia de la Nación de 1922 a 1925. En 1957 contrajo matrimonio con María Elena Álvarez Bernal, quien fue también en cuatro ocasiones diputada federal y en una senadora; y con quien tuvo cinco hijos, entre ellos a Felipe Vicencio Álvarez, diputado federal y senador. Su hermano Astolfo Vicencio Tovar y su sobrino Gustavo Arturo Vicencio Acevedo, fueron también dirigentes partidistas y diputados federales.
Fue licenciado en Derecho egresado de la Facultad de Derecho de la Universidad Nacional Autónoma de México (UNAM), en donde se tituló en 1952 con la tesis «La ciudadanía y los derechos políticos»; realizó estudios de posgrado en la Facultad de Ciencias Políticas y Sociales de la misma UNAM.
Entre 1952 y 1958 laboró en el departamento Jurídico de la entonces Secretaría de Comunicaciones y Obras Públicas; posteriormente fue docente de sociología en la UNAM y se dedicó al ejercicio de su profesión de forma particular. De 1955 a 1958 fue presidente nacional de la Asociación Católica de la Juventud Mexicana (ACJM).

### Carrera política
Fue miembro del PAN desde 1948. Fue integrante del comité ejecutivo nacional, en diversos cargos, desde 1959 hasta 1994; así como también del comité regional en el Distrito Federal. Ocupó la secretaría general por primera ocasión de 1960 a 1962, siendo presidente José González Torres, en 1964 fue postulado candidato a diputado federal por el Distrito 17 del Distrito Federal, no logró el triunfo que fue atribuido al candidato del PRI, Alejandro Carrillo Marcor; sin embargo resultó elegido diputado de partido para la XLVI Legislatura de dicho año al de 1967.
En 1973 fue nuevamente candidato a diputado federal por el mismo distrito, pero nuevamente no obtuvo el triunfo que correspondió al candidato del PRI Humberto Mateos Gómez; y fue por segunda vez elegido diputado de partido, ejerciendo en la XLIX Legislatura que tuvo término en 1976. Ese mismo año fue representante del PAN ante la Comisión Federal Electoral. En el año de 1978 fue elegid presidente nacional del PAN, para el periodo dicho año del 1981, sustituyendo en el cargo a Manuel González Hinojosa y acompañado en la secretaría general por Alfonso Arronte Domínguez. En 1979 fue postulado y elegido nuevamente diputado federal, pero esta vez bajo el principio de representación proporcional creado por la reciente reforma política de 1977, ejerciendo el cargo en la LI Legislatura de dicho año al de 1982.
En 1981 fue reelegido como presidente nacional del PAN para el periodo que concluiría en 1984. Sería durante este periodo, que su partido comenzó a tener una importante serie de victorias electorales sobre todo en los estados del norte del país, destacando los casos de Chihuahua, Durango, Nuevo León y Sonora, y que continuarían acrecentándose durante los siguientes años. El 11 de febrero de 1984 fue elegido como su sucesor Pablo Emilio Madero. En 1987 al ser elegido presidente nacional del PAN Luis H. Álvarez, Vicencio Tovar pasó a ocupar por segunda ocasión la secretaría general del partido, en que permaneció hasta 1992. En 1988 fue elegido por cuarta y última vez diputado federal, para la LIV Legislatura que concluyó en 1991 y en la que fue coordinador del grupo parlamentario del PAN.
Falleció en la Ciudad de México, el 26 de noviembre de 1994.